# Гуго VI (виконт Шатодёна)
Гуго VI (фр. Hugues VI de Châteaudun) (ум. 1191) — виконт Шатодёна, сеньор Мондубло.
Сын Гуго IV де Шатодёна и Маргариты де Сен-Кале. Носил прозвище «Хитрый» (лат. Callidus, фр. le Rusé).

## Биография
Предполагается, что он в 1176 году наследовал брату — Жоффруа IV, хотя совершенно точно известно, что тот умер раньше отца.
Был союзником короля Англии. В 1189 году начал войну с графом Вандома Бушаром IV — родственником своей жены. Последнего поддержал французский король Филипп Август, который после осады занял замок Мондубло. Но вскоре был заключен мирный договор.
Гуго VI принял участие в Третьем крестовом походе и погиб (или умер) во время осады Акры в 1191 г.
Гуго VI был женат на Жанне де Прёйли, дочери Госберта де Прёйли, сеньора Буше и Герша, и Аделы Вандомской. Дети:
- Жоффруа V, виконт Шатодёна
- Агнесса.